# Trioxiphus mabokiensis
Trioxiphus mabokiensis är en insektsart som beskrevs av Boulard 1977. Trioxiphus mabokiensis ingår i släktet Trioxiphus och familjen hornstritar. Inga underarter finns listade i Catalogue of Life.